# Praedora marshalli
Praedora marshalli là một loài bướm đêm thuộc họ Sphingidae. Loài này có ở xavan và vùng cây bụi ở miền bắc Nam Phi, Angola, Botswana và Zambia.
Chiều dài cánh trước khoảng 20 mm. Phía trên thân xám hơi nâu.